# 제3회 대한민국국제청소년영화제
제3회 대한민국국제청소년영화제는 2003년 11월 8일에 열린 시상식이다.

## 수상 및 후보

### 단체상 - 대상
- 울게하소서 - 이종근 수상
- Where are you - 조선용 수상

### 단체상 - 금상
- 오렌지 마말레이드 - 최신춘 수상
- 결 - 이동수 수상

### 단체상 - 은상
- 알렉산더 - 장연주 수상
- 도와주지 못해서 미안 - 김범수 외1명 수상
- 간이섬 - 김동한 수상
- 새우깡별곡 - 박수진 수상

### 단체상 - 동상
- Love Letter - 조은빈 수상
- 데자뷰 - 김다린 수상
- Looking for never than ever - 최승아 수상
- 낮잠 - 오지은 수상
- 존재의 이유 - 김성근 수상
- SEVEN - 김지훈 수상

### 단체상 - 장려상
- 혈정 - 정선진 수상
- 거울 속에 잠들다 - 주현혜 수상
- 친구란 무엇일까? - 변정현 수상
- 원시인 가족 - 정희영 수상
- 도시아이의 농촌봉사 체험기 - 김상진 외3명 수상
- 망각의 정 - 조대완 수상
- 그녀의 오르골 - 최영두 외3명 수상
- GGG - 양백 수상
- Toilet Paper Of School - 권용덕 수상
- 무떼 - 김용천 외1명 수상
- 첫경험 - 양세정 수상
- 잃어버린 웃음, 그리고... - 김찬희 수상
- 소년은 날다 - 박미림 수상
- 하루살이 - 홍성민 수상
- 추석 - 차준호 수상
- 잠긴 달을 건져라 - 정다미 수상
- 소멸의 시간 - 이제희 수상
- 야누스 - 김초롱 수상
- 신기루 - 한정국 수상
- The sea - 안성화 수상
- 술자리에서 무적이 되는 법 - 윤배영 수상
- 외국인 노동자를 아십니까? - 윤환숙 수상
- Absolute Trust - 주형순 수상
- 호와 초이 - 장문식 수상

### 작품상 - 입선
- 잠자는 숲속의 어린왕자 - 김미경 수상
- 편지 - 김아영 수상
- 벙어리 민주주의 - 박한 외1명 수상
- 행복은 머니? - 김지현 외1명 수상
- 내 생애 최고의 날 - 오재민 수상
- K, 고잉 아웃, 나이트 - 김삼력 수상
- 웰컴투 파라다이스 - 한대현 수상
- 오늘 우리 집에 가자 - 추민정 수상
- 쳇바퀴 - 윤승환 수상
- 라면에 관한 짧은 에피소드 - 강민우 수상
- Baby - 최문기 수상
- 금아사몽 - 우종기 수상
- 천명 - 김정래 수상

### 특별상 - 청년부문대상
- 비극 - 변해운 수상
- 엄지손가락 - 박미영 수상
- 굿바이 - 김용연 수상
- 과거를 가진 시계 - 오진경 수상
- 비극 - 강석현 수상